# Pyracantha fortuneana
Pyracantha fortuneana (“kineski vatreni trn”), vrsta grma iz roda glogovaca raširen po kineksim provincijama Fujian, Guangxi, Guizhou, Henan, Hubei, Hunan, Jiangsu, Shaanxi, Sichuan, Yunnan i Zhejiang, te u Tibetu i Nepalu

## Opis
Pyracantha fortuneana (Maxim.) Li (Rosaceae), poznatija kao “kineski vatreni trn”, zimzeleni je grm s visokom prehrambenom, ljekovitom i hortikulturnom važnošću. Ova vrsta obično ima bijele cvjetove, ali je rijedak fenotip crvenog cvijeta pronađen u vrlo malom broju divljih populacija u zapadnom Hubeiju u Kini, pokazujući veliki ukrasni potencijal. U ovoj studiji prvi je put prijavljen potpuni genom kloroplasta fenotipa crvenog cvijeta P. fortuneana, korištenjem tehnologije sekvenciranja visoke propusnosti. Potpuni genom kloroplasta bio je dug 160,361 bp i pokazao je tipičnu četverodijelnu strukturu s parom obrnutih ponovljenih (IR) regija (26,350 bp) odvojenih velikom regijom s jednom kopijom (LSC) (88,316 bp) i malom regijom s jednom kopijom (SSC) regija (19,345 bp). Ukupno 131 funkcionalni gen označen je u ovom genomu kloroplasta, uključujući 86 gena za kodiranje proteina (PCG), osam rRNA gena i 37 tRNA gena. Usporedne analize genoma kloroplasta otkrile su da velika sličnost genoma postoji ne samo između fenotipa crvenog i bijelog cvijeta P. fortuneana, već i među vrstama Pyracantha. Nikakvi dokazi za pozitivnu selekciju nisu pronađeni ni u jednom PCG-u, što ukazuje na evolucijsko očuvanje genoma kloroplasta Pyracantha. Nadalje, četiri mutacijske žarišta (trnG-trnR-atpA, psbZ-trnG-trnfM-rps14, ycf3-trnS-rps4 i ndhF-rpl32) s π > 0,004 identificirane su kao potencijalni molekularni markeri za vrste Pyracantha. Filogenomska analiza snažno je potvrdila da je fenotip crvenog cvijeta P. fortuneana ugniježđen unutar uobičajenog fenotipa bijelog cvijeta. Na temelju morfoloških i molekularnih dokaza, predlaženo je da se fenotip crvenog cvijeta P. fortuneana može smatrati novim oblikom. Sve u svemu, dostupnost ovih genetskih resursa ne samo da će ponuditi vrijedne informacije za daljnje studije o molekularnoj taksonomiji, filogeniji i populacijskoj genetici vrste Pyracantha, već bi se također mogli koristiti kao potencijalni genetski resursi za uzgoj “kineskog vatrenog trna”.

## Sinonimi
- Cotoneaster fortunei Wenz.; Linnaea 38: 200 (1874)
- Osteomeles pyracantha Decne.; Nouv. Arch. Mus. Par. Ser. I. 10: 183 (1874)
- Photinia crenatoserrata Hance; J. Bot. 18(213): 261 (1880)
- Photinia fortuneana Maxim.; Bull. Acad. Imp. Sci. Saint-Petersbourg 19(2): 179-180 (1873)
- Pyracantha crenatoserrata (Hance) Rehder; J. Arnold Arbor. 12(1): 72-73 (1931)
- Pyracantha crenulata var. yunnanensis M.Vilm. ex Mottet; Rev. Hort. (Paris) 85: 204 (1913)
- Pyracantha gibbsii var. yunnanensis Osborn; Garden (London, 1871-1927) 83: 138 (1919)
- Pyracantha yunnanensis (M.Vilm. ex Mottet) Chitt.; Gard. Chron., ser. 3, 70: 325 (1921)

## Galerija
- P. fortuneana
- P. fortuneana
- P. fortuneana